# Прокопенко Анатолій Леонідович

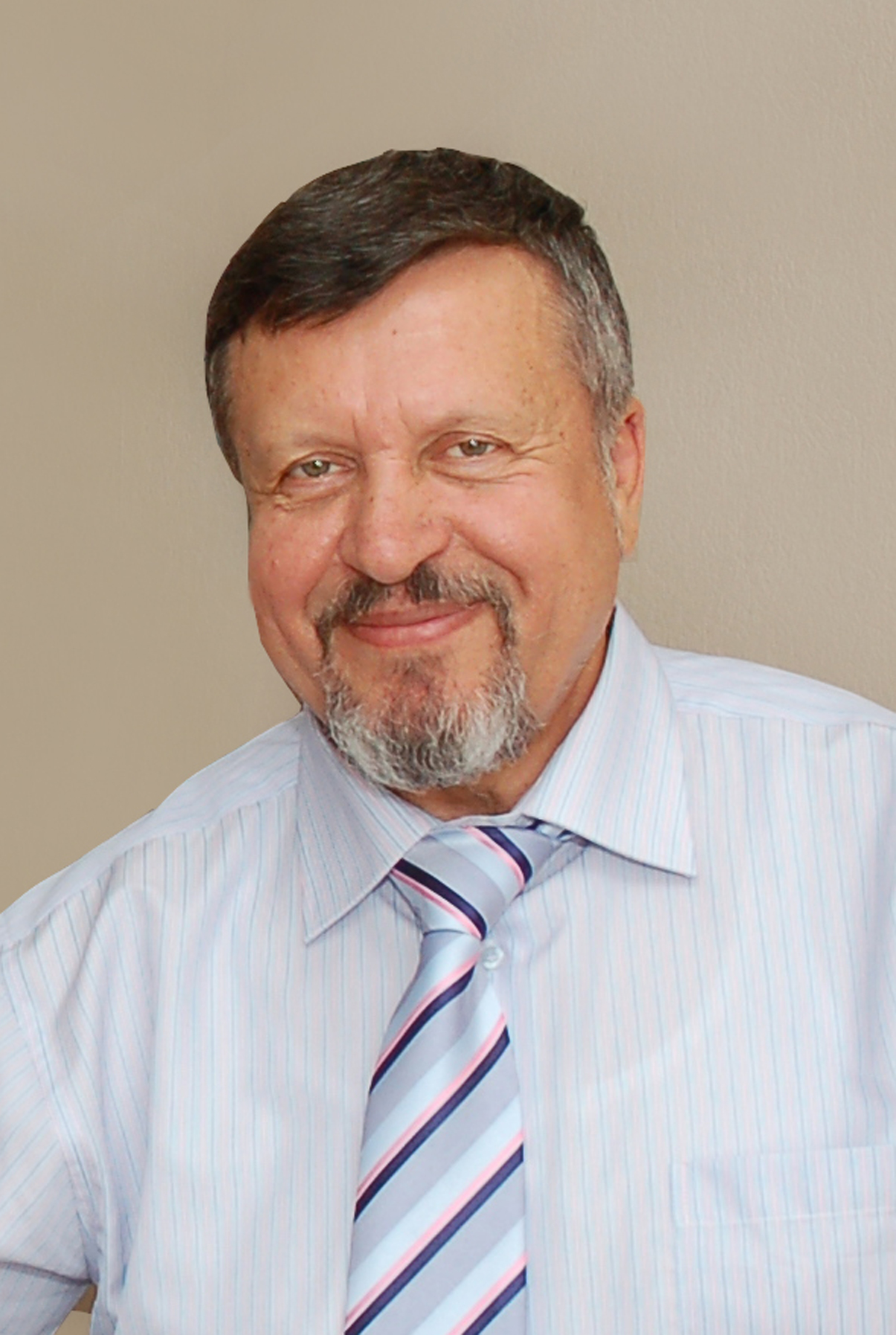

Прокопенко Анатолій Леонідович (нар. 31 травня 1952, с. Кам'яно-Костувате, Україна)  — український агрометеоролог. Заступник директора Українського гідрометеорологічного центру.

## Життєпис
Анатолій Леонідович народився 31 травня 1952 році у селі Ка́м'яно-Костува́те, Братського району
Миколаївської області, (Україна).
Закінчив Одеський гідрометеорологічний інститут ОГМІ (1974, спеціальність — інженер-агрометеоролог).
Працював інженером у відділі агрометеорології Українського бюро погоди (лютий 1976–1983), старшим інженером відділу агрометеорології  Українського бюро погоди (1983–1988). З 1984 року очолював групу по агрометеорологічному забезпеченню та методичному керівництву підрозділів української гідрометеорологічної мережі. У 1988 році Анатолій Леонідович був переведений на посаду інженера-агрометеоролога І категорії відділу агрометеорології Українського гідрометеорологічного центру. Пізніше, став заступником начальника Українського гідрометеорологічного центру та начальником відділу гідометеорологічного обслуговування (1992-2000), заступником начальника Українського гідрометеорологічного центру (2000-2001). З 19 грудня 2001 року був переведений на посаду заступника начальника Українського гідрометеорологічного центру та начальника центру аналізу, прогнозування гідрометеорологічних умов та гідрометеорологічного забезпечення. 
З 1 серпня 2011 року і до нині, Анатолій Леонідович обіймає посаду заступника директора Українського гідрометеорологічного центру та начальника головного центру аналізу, прогнозування гідрометеорологічних умов та гідрометеорологічного забезпечення (ГЦПГ).

## Відзнаки
- Грамота почесного працівника за тривалу сумлінну працю в системі гідрометеорології (1999)
- Нагрудний знак «Почесний працівник гідрометеорологічної служби України» (2002)
- Почесна грамота Міністерства надзвичайних ситуацій України за високопрофесійне виконання службових обов’язків з нагоди 18-її річниці Незалежності України (2009)
- Почесна відзнака Міністерства надзвичайних ситуацій України у зв’язку з 60-річчям Анатолія Леонідовича (2012)
- Почесний нагрудний знак за заслуги перед Збройними силами України (2020)
- Медаль до 100-річчя гідрометеорологічної служби України за особливий внесок у розвиток національної гідрометеорологічної служби. (2022)